# 1224
[[Категорија: 1224
.| ]]
Година 1224 (MCCXXIV) била је преступна година која је почела у понедељак.
1224. је била преступна година.

## Догађаји
- Википедија:Непознат датум — Млади француски краљ Луј VIII одузео је Енглезима Поату и поново освојио Ла Рошел, тврђаву и место на коме су се Енглези искрцали.
- Википедија:Непознат датум — У Алмохадском калифату Абд ел Вахид ел Макхлуа наследио је Абу Мухамад Абд Алах ел Адил.
- Википедија:Непознат датум — По Privilegium andreanum Саси из Трансилваније добили су политичку аутономију од угарско-хрватског краља Андрије II.
- Википедија:Непознат датум — Никејски цар Јован III Дука Ватац код Поиманенона је тешко поразио цариградске Латине и готово их отерао из Мале Азије, где је Латинско царство изузев Цариграда очувало једино Никомедију.
- Википедија:Непознат датум — Након припајања Солунског краљевства, саставног дела Латинског царства, епирски деспот Теодор Анђел од охридског архиепископа примио је царску круну.
- Википедија:Непознат датум — У јужној Кини династије Сунг цар Литсунг наследио је Нинг-тсунга.
- Википедија:Непознат датум — У Шри Ланки је умро Ли-Хуе-Тон, последњи владар из династије Ли. Годину дана касније наследио га је Тран-Тхаи-Тон, родоначелник нове династије Тран.